# 1032

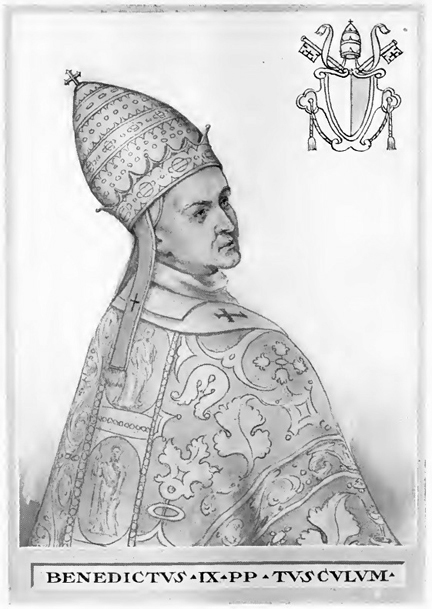
Paus Benedictus IX (r. 1032 - 1044)

Het jaar 1032 is het 32e jaar in de 11e eeuw volgens de christelijke jaartelling.

## Gebeurtenissen

### Europa
- 6 september - Koning Rudolf III ("de Vrome") overlijdt kinderloos en zonder erfgenamen. Hij laat zijn bezittingen na aan keizer Koenraad II ("de Saliër") en stuurt hem de Heilige Lans (de speer waarmee Jezus in zijn zijde is doorstoken). Na Rudolfs dood ontstaat er een erfconflict over Bourgondië tussen Koenraad en graaf Odo II (of Eudes). Odo is een volle neef van Rudolph en wordt gesteund door koning Hendrik I en de Franse adel.[1]
- Odo II (of Eudes) valt Bourgondië binnen en neemt (met steun van Savooise troepen onder bevel van Humbert I) het grootste deel van het koninkrijk voor zichzelf in beslag. Het conflict breidt zich verder uit en er worden plundertochten uitgevoerd in Champagne en Lotharingen. In Arles en Marseille worden oorkonden in naam van Odo als wettige heerser opgesteld. Hendrik I verklaart Bourgondië als onafhankelijke staat van Frankrijk.[2]
- Winter - Koenraad II ("de Saliër") valt met een Duits leger Champagne binnen en verwoest het land. Odo II (of Eudes) wordt gedwongen een vredesverdrag te accepteren en moet zweren Bourgondië te verlaten.[3]

### Religie
- 9 november - Paus Johannes XIX overlijdt in Rome na een pontificaat van 8 jaar. Hij wordt opgevolgd door zijn neef Benedictus IX als de 145e paus van de Katholieke Kerk.[4]
- Eerste schriftelijke vermeldingen van de steden Bila Tserkva en Koersk.

## Geboren
- Yingzong, keizer van het Chinese Keizerrijk (overleden 1067)

## Overleden
- 29 juli - Mathilde van Zwaben (43), Duits edelvrouw en hertogin
- 6 september - Rudolf III, koning van Bourgondië (r. 993 - 1032)
- 4 oktober - Sancho Willem, Frans edelman (r. 1009 - 1032)
- 9 november - Johannes XIX, paus van de Katholieke Kerk[5]
- Adelheid van Vendôme, Frans edelvrouw (Huis van Anjou)
- Alduin II (of Aldwin), Frans edelman en graaf (r. 1028 - 1032)
- Bezprym, Pools edelman (Huis van Piasten) (r. 1031 - 1032)
- Mayor van Castilië, echtgenote van Sancho III ("de Grote")